# قادیشتو
قادیشتو طبقه‌ای از زنان در جوامع بین‌النهرین باستان بودند. آنها معمولاً به عنوان کاهنه شناخته می‌شوند. آنها در بابل موقعیتی مشابه با نادیتو داشتند و به همین ترتیب از داشتن فرزند منع می‌شدند، البته نه از ازدواج. آنها علاوه بر این به عنوان ماما و دایه عمل می‌کردند. نقش آنها در آشور و سایر مناطق کمتر مشخص است.

## پس‌زمینه
واژه قادیشتو منشأ اکدی دارد و از ریشه، قدش به معنای «مقدس» گرفته شده است. می‌توان آن را به معنای دقیق کلمه «زن مقدس» ترجمه کرد. در حالی که چنین فرض می‌شود که آنها نقش کاهنه را بر عهده داشتند، میزان کامل وظایف مذهبی آنها نامشخص است. آنها ممکن است به طور خاص با آیین اداد مرتبط باشند. آنها با سایر طبقات زنان، مانند نادیتو یا کولماشیتو مقایسه شده‌اند و تمایز بین آنها اغلب دشوار است.
به گفته مارتن استول، قادیشتو علاوه بر این به عنوان ماما یا دایه عمل می‌کرد. نویسندگانی مانند فومی کاراهاشی و ایرنه سیبینگ-پلنتهولت نیز از این پیشنهاد حمایت کرده‌اند. آنها همچنین ممکن است مسئول سقط جنین بوده باشند. در مطالعات اولیه، قادیشتو اغلب به عنوان «روسپی» توصیف می‌شد، اما این دیدگاه توسط آشورشناسان مدرن دیگر پذیرفته نمی‌شود.

### قادیشتو و نوگیگ
از سومروگرام NU.GIG (𒉡𒍼) می‌توان برای نوشتن اصطلاح قادیشتو استفاده کرد. مارتن استول استدلال می‌کند که در متن‌های سومری، اصطلاح نوگیگ، به معنای دقیق کلمه «غیرقابل لمس»، که به عنوان صفتی برای خداییان مانند نینماه، آرورو، اینانا و نینیسینا به خوبی گواهی شده است، به طور مشابه می‌تواند برای نامگذاری ماماها استفاده شود. فومی کاراهاشی خاطرنشان می‌کند که این پیشنهاد توسط بخشی از قانون اورنامو که در سال ۲۰۱۱ منتشر شده، پشتیبانی می‌شود، در آن نوگیگ را به صراحت در میان زنانی که به طور حرفه‌ای از کودکان افرادِ دیگر مراقبت می‌کنند، ذکر و بیان می‌کند که آنها هم مسئول کمک در آماده‌سازی برای تولد و زایمان هستند و هم پرستاری. او فرض می‌کند که کاربرد این عنوان برای اینانا فقط می‌تواند منعکس‌کنندهٔ چیزی باشد که به عنوان «تجمیع وظایف و حقوق همه خداییان زن» توصیف شده است. با این حال، آنت زگول خاطرنشان می‌کند که نوگیگ در جایگاه صفت خداییان، به ویژه اینانا، نانایا و نینیسینا، عمدتاً در زمینه‌های مربوط به انتقال قدرت پادشاهی رخ می‌دهد و همانطور که او استدلال می‌کند از این تفسیر پشتیبانی می‌کند که عنوانی عمومی و نشان‌دهندهٔ جایگاه بالا است. استول نیز اذعان می‌کند که نوگیگ می‌تواند به‌طور کلی نامی برای زنان با موقعیت بالا باشد.
زگول استدلال می‌کند که استفاده از نوگیگ به‌عنوان یکی از صفت‌های اینانا دلیلِ ترجمهٔ آن در اکدی به‌ ištarītu، «او که متعلق به ایشتار است»، هست. گفته می‌شود که این کاهنه‌ها در معابد ایشتار بزرگ می‌شدند، اما این امر نامشخص است و نقش آنها به خوبی درک نشده است. مشخص است که آنها مسئول تقلید صدای پرندگان برای اهداف آیینی بودند. تعدادی از فهرست‌های واژگانی ištarītu را به امِسال (گویشی از زبان سومری) gašan، «بانو»، یا gašan-anna، «بانوی آسمان»، معنا می‌کنند و نه نوگیگ، که زگول آن را به عنوان شاهدی دیگر برای آن می‌داند که نوگیگ به طور مشابه زمانی که برای اینانا استفاده می‌شد، شاخصی از موقعیت عالی بود.

## گواهی‌ها

### تمدن بابل
قادیشتو از جمله طبقات زنان است که در منابع بابلی باستان گواهی شده است. یکی از بخش‌های قانون حمورابی (§181) به روند تقدیم دختر خود به یک خدایی و تبدیل او به قادیشتو (یا به طور دیگر نادیتو یا کولماشیتو) می‌پردازد. مُهرها و نام‌های تئوفوری نشان می‌دهند که اداد، گاهی در کنار همسرش شالا، انتخاب رایجی بوده است. در نامه ای از ماری به قادیشتوی آنونیتوم اشاره شده است.
بیشتر قادیشتوها ظاهراً تنها زندگی می‌کردند. معلوم است کسانی که با اداد مرتبط بودند اجازه ازدواج داشتند، اما نه  بچه‌دار شدن. ممکن است در آترا-هاسیس توجیه اسطوره‌ای برای بی‌فرزندی قادیشتو و نیز نادیتو و کولماشیتو ارائه شده باشد، اما نمی‌توان قسمت مربوطه را به‌طور کامل بازیابی کرد. هنوز مشخص نیست که آیا بی‌فرزندی شرطی برای پاکدامنی بود یا خیر. همچنین مشخص است که در برخی موردها قادیشتو می‌توانست کسانی را به فرزندخواندگی بپذیرد، همانطور که در مورد ایلشا-حگال، همسر مرثیه‌سرای اصلی در سیپار بابلی باستان گواهی شده است.
پیشنهاد شده است که حداقل برخی از قادیشتوها باسواد بوده‌اند. با این حال، این پیشنهاد به این فرض بستگی دارد که متن‌های مدرسه‌ایِ یافت‌شده در یکی از خانه‌های حفاری‌شده در سیپار که متعلق به یک قادیشتو و برادرش بود، توسط او کپی شده باشد، موضوعی که ثابت نشده است.
قادیشتو و دیگر حرفه‌های مشابه زنان در بیشتر موردها، دیگر در متن‌های هزاره اول پیش از دوران مشترک ذکر نشده‌اند. یک استثناء افسون‌های ضد جادوگری است که گاهی اصطلاح قادیشتو را برای مخالفان آشیپو به کار می‌برند. علاوه بر این، فهرست‌های واژگانی قادیشتو را با اصطلاحات متعدد دیگری از جمله نادیتو و همچنین شاموهتو («روسپی») قابل جایگزینی می‌دانند که به گفته مارتن استول نشان می‌دهد که معنای اصلی بسیاری از عنوانهای آیینی و حرفه‌ای فراموش شده و ارزش آنها کم‌رنگ شده بود. با این حال، ایرنه سیبینگ-پلنتهولت خاطرنشان می‌کند که غیرقابل قبول است که مامایی به طور کلی انجام نشده باشد، همانطور که گاهی بر اساس کاهش ارجاعات به قادیشتو و سایر گروه‌های مرتبط استدلال شده است.

### سایر مناطق
اصطلاح قادیشتو در منابع آشور نیز گواهی شده است، اما مشخص نیست که در این زمینه همان معنای بابلی را داشته باشد یا خیر. به نظر می‌رسد متن‌های آشوری باستان از کانش، قادیشتو را به‌عنوان نام زن دوم مرد می‌دانند و به‌جای لقب آمتو (به معنای دقیق کلمه «کنیز»، در اینجا نشان‌دهندهٔ جایگاه پایین‌تر از همسر اصلی است) استفاده می‌شود. در قانون‌های آشوری میانه آمده است که قادیشتوهای متاهل باید حجاب داشته باشند، در حالی که مجردانشان از این کار منع می‌شدند. به گفته مارتن استول، منابع بعدی آشوری نشان می‌دهد که این اصطلاح دیگر قابل درک نبوده است.
یکی از متن‌های اقتصادی که در حفاری‌های امار کشف شد، به خرید مزرعه‌ای توسط زنی به نام قادیشتو می‌پردازد، اما معلوم نیست این واژه در این شهر چگونه درک می‌شده است.